# Erendira luteomaculata
Erendira luteomaculata là một loài nhện trong họ Corinnidae.
Loài này thuộc chi Erendira. Erendira luteomaculata được Alexander Petrunkevitch miêu tả năm 1925.